# Сегин, Тайлер
Та́йлер Пол Се́гин (англ. Tyler Paul Seguin; 31 января, 1992, Брамптон, Онтарио, Канада) — канадский хоккеист, центральный нападающий клуба Национальной хоккейной лиги (НХЛ) «Даллас Старз». Юниорскую карьеру провёл в Хоккейной лиге Онтарио (OHL), где на протяжении двух сезонов выступал за команду «Плимут Уэйлерз». На драфте НХЛ в 2010 году выбран в 1-м раунде под общим 2-м номером клубом «Бостон Брюинз». После трёх лет, проведённых в составе «Брюинз», 4 июля 2013 года был обменян в «Старз». Во время локаута в НХЛ в сезоне 2012/13 играл за клуб «Биль» из Швейцарской национальной лиги.
Последний сезон в Хоккейной лиге Онтарио оказался для нападающего самым успешным в его юниорской карьере. Сегин по итогам чемпионата получил две индивидуальные награды OHL: «Ред Тилсон Трофи» и «Эдди Пауэрс Мемориал Трофи» — первую как лучший хоккеист, вторую как лучший бомбардир лиги. Тайлер также был назван самым перспективным  игроком Канадской хоккейной лиги. 3 августа 2010 года подписал свой первый профессиональный контракт с «Брюинз» и спустя два месяца дебютировал в НХЛ. В составе «Бостона» Тайлер стал обладателем Кубка Стэнли 2011, финалистом Кубка Стэнли 2013. После перехода в «Даллас» Сегин занял на льду более привычное для себя место — в центральной линии атаки. Хоккеист начал играть в первом звене команды, где его партнёром стал Джейми Бенн. По итогам двух регулярных чемпионатов: 2013/14 и 2014/15, — связка хоккеистов была в числе десяти самых результативных пар нападающих в НХЛ по набранным очкам.
Сегин выступал на чемпионате мира 2015 года, где в составе сборной Канады выиграл золотые награды, а также стал лучшим снайпером мирового первенства.

## Детство и юность
Тайлер родился 31 января 1992 года в Брамптоне. Родители Сегина — Пол и Джеки, — в юности игравшие в хоккей, с детства прививали своему сыну любовь к этому виду спорта. Тайлер в 4 года научился кататься на коньках, причём он настолько быстро и ловко для ребёнка своего возраста перемещался по катку, что Джеки, увидев это, поняла — её сын обладает талантом, который обязательно позволит ему стать хоккеистом. Когда Тайлеру исполнилось 5 лет, отец Сегина настоял на том, чтобы его сын начал заниматься хоккеем. Позже Пол стал для своего ребёнка наставником и всегда помогал Тайлеру советом. Кумиром маленького Сегина в детстве был многолетний лидер и капитан «Детройт Ред Уингз» Стив Айзерман, игрой которого Тайлер не перестал восхищаться даже после того, как вырос и стал профессиональным хоккеистом. Детство Сегина прошло в Брамптоне, а учился он в пригороде Торонто, в частной средней школе имени Святого Михаила.
Первой детской командой, в которой играл Сегин, была «Уитби Уайлдкэтс». Изначально тренеры «Уайлдкэтс» ставили Тайлера в защиту, однако после нескольких матчей он показал неудовлетворительную игру в обороне и вскоре его перевели на позицию нападающего. В 12 лет Тайлер играл наравне с ребятами, которые были старше его на 2-3 года, и благодаря неплохим скоростным качествам выделялся на льду среди своих сверстников. После 7 лет, проведённых в «Уитби», Сегин начал играть в системе команды «Торонто Нэшионалс», где его партнёром был Джефф Скиннер. Чтобы развить ловкость рук, а также улучшить другие хоккейные навыки Тайлер по совету отца в летнее время года занимался лакроссом. Однако в 14 лет из-за больших физических нагрузок Сегину пришлось оставить лакросс и сосредоточиться на хоккее. Сезон 2007/08 Тайлер провёл в Хоккейной лиге Большого Торонто в первенстве среди команд старшей возрастной группы, выступая за «Йонг Нэшионалс» в качестве альтернативного капитана.

## Юниорская карьера

### Дебютный сезон в Хоккейной лиге Онтарио
Центральное скаутское бюро Хоккейной лиги Онтарио (OHL) оценило Тайлера как игрока, умеющего начинать атаки, обладающего ловкостью, хорошими скоростными качествами, неплохим катанием и видением хоккейной площадки. На драфте OHL 2008 года Сегин был выбран в 1-м раунде под общим 9-м номером клубом «Плимут Уэйлерз». Тайлер, как и его отец, также имел возможность играть за одну из команд Национальной ассоциации студенческого спорта, чтобы получать спортивную стипендию и учиться в высшем учебном заведении, но в итоге нападающий предпочёл выступать в составе «Уэйлерз». Дебют Сегина в OHL состоялся 19 сентября 2008 года, во встрече с командой «Китченер Рейнджерс». На следующий день, в игре против «Эри Оттерз», Тайлер отметился первым результативным баллом, который он заработал за голевую передачу. Дебютную шайбу в составе «Плимута» хоккеист забросил 7 ноября, в матче против «Гелф Шторм».
Регулярный сезон 2008/09 Сегин завершил, набрав в общей сложности 67 очков — 21 гол и 46 передач. По итогам чемпионата Тайлер оказался лидером по набранным очкам и заброшенным шайбам среди новичков «Уэйлерз», а также занял третье место в списке снайперов и бомбардиров своей команды. В плей-офф Кубка Джей Росса Робертсона 2009 «Плимут» смог дойти до полуфинала Западной конференции, где в серии из 6 матчей «Уэйлерз» проиграли борьбу за выход в следующий раунд «Уинсор Спитфайрз». После окончания сезона нападающего включили в первую Сборную молодых звёзд OHL.

### Обладатель «Ред Тилсон Трофи» и «Эдди Пауэрс Мемориал Трофи»
Сегин с первых игр чемпионата 2009/10 начал регулярно набирать очки в матчах за свою команду. Первый хет-трик в составе «Плимута» нападающий оформил 26 сентября, во встрече против «Лондон Найтс», а к декабрю в активе Тайлера было уже четыре хет-трика. После первой половины сезона Сегин оказался лидером по набранным очкам среди игроков лиги и стал одним из главных претендентов на «Эдди Пауэрс Мемориал Трофи» — приз, ежегодно вручаемый лучшему бомбардиру OHL. Также по итогам декабря нападающий был назван лучшим хоккеистом месяца в Хоккейной лиге Онтарио.
Тайлер в январе 2010 года принимал участие в Матче всех звёзд CHL, который ежегодно проводится под эгидой Канадской хоккейной лиги (CHL) среди перспективных участников драфта НХЛ, выступающих в трёх крупнейших канадских юниорских хоккейных лигах: Хоккейной лиге Онтарио, Главной юниорской хоккейной лиге Квебека и Западной хоккейной лиге. В составе «Сборной Орра» Сегин вышел на лёд в качестве капитана команды. В феврале нападающий также играл в Матче всех звёзд OHL, где представлял команду Западной конференции в соревновании на скорость конкурса «Суперскиллз».
Основную конкуренцию в борьбе за звание лучшего бомбардира сезона Сегину составил Тэйлор Холл. Оба хоккеиста во второй половине чемпионата показали достаточно высокую результативность, и в начале марта каждый из них достиг отметки в 100 набранных очков. К этому моменту Тайлер сумел оформить пятый хет-трик, однако в итоге обойти Тэйлора в списке бомбардиров ему не удалось. Сегин и Холл, набрав по 106 результативных баллов, вдвоём стали обладателями «Эдди Пауэрс Мемориал Трофи», причём впервые с момента учреждения награды её вручили сразу двум игрокам. «Уэйлерз» сумели выйти в плей-офф Кубка Джей Росса Робертсона 2010, где в полуфинале конференции вновь, как и год назад, проиграли борьбу за выход в следующий раунд «Спитфайрз». По итогам чемпионата Тайлер получил ещё одну индивидуальную награду — «Ред Тилсон Трофи», как лучший игрок сезона в Хоккейной лиге Онтарио, а также нападающий был назван самым перспективным игроком CHL. Кроме того, Сегина включили в первую Сборную всех звёзд OHL и первую Сборную всех звёзд CHL.

## Карьера в НХЛ

### Драфт
Сегин и Холл являлись главными фаворитами драфта 2010 года как по мнению Центрального скаутского бюро НХЛ (CSS), так и с точки зрения Международного скаутского агентства (ISS). Тайлер стал лидером итогового рейтинга североамериканских полевых игроков CSS, а Тэйлор возглавил заключительный общий рейтинг юных хоккеистов по версии ISS. По результатам лотереи, где определялся порядок выбора клубами молодых хоккеистов, право выбирать первым получил «Эдмонтон Ойлерз» — худшая команда Национальной хоккейной лиги (НХЛ) в сезоне 2009/10, вторым — клуб «Бостон Брюинз», получивший ещё один драфтпик первого раунда согласно условиям обмена Фила Кессела в «Торонто Мейпл Лифс». Так как каждый из нападающих своей игрой сильно выделялся среди других участников драфта, то эксперты были едины во мнении — Тайлера и Тэйлора выберут под первым и вторым номерами. Неясным оставалось лишь кто из хоккеистов начнёт профессиональную карьеру в составе «Эдмонтона», а кто в составе «Бостона». Руководство обоих клубов рассматривало возможность получения прав как на Сегина, так и на Холла, однако «Ойлерз», выбирая первыми, имели преимущество. 24 июня, за сутки до начала процедуры драфта, генеральный менеджер «Эдмонтона» Стив Тамбеллини в интервью журналистам рассказал, что определился с новичком, который будет играть в его команде, но имени в тот день так и не назвал. В итоге им оказался Холл, ставший первым номером драфта 2010 года, а права на Сегина получил «Бостон».

### Обладатель Кубка Стэнли

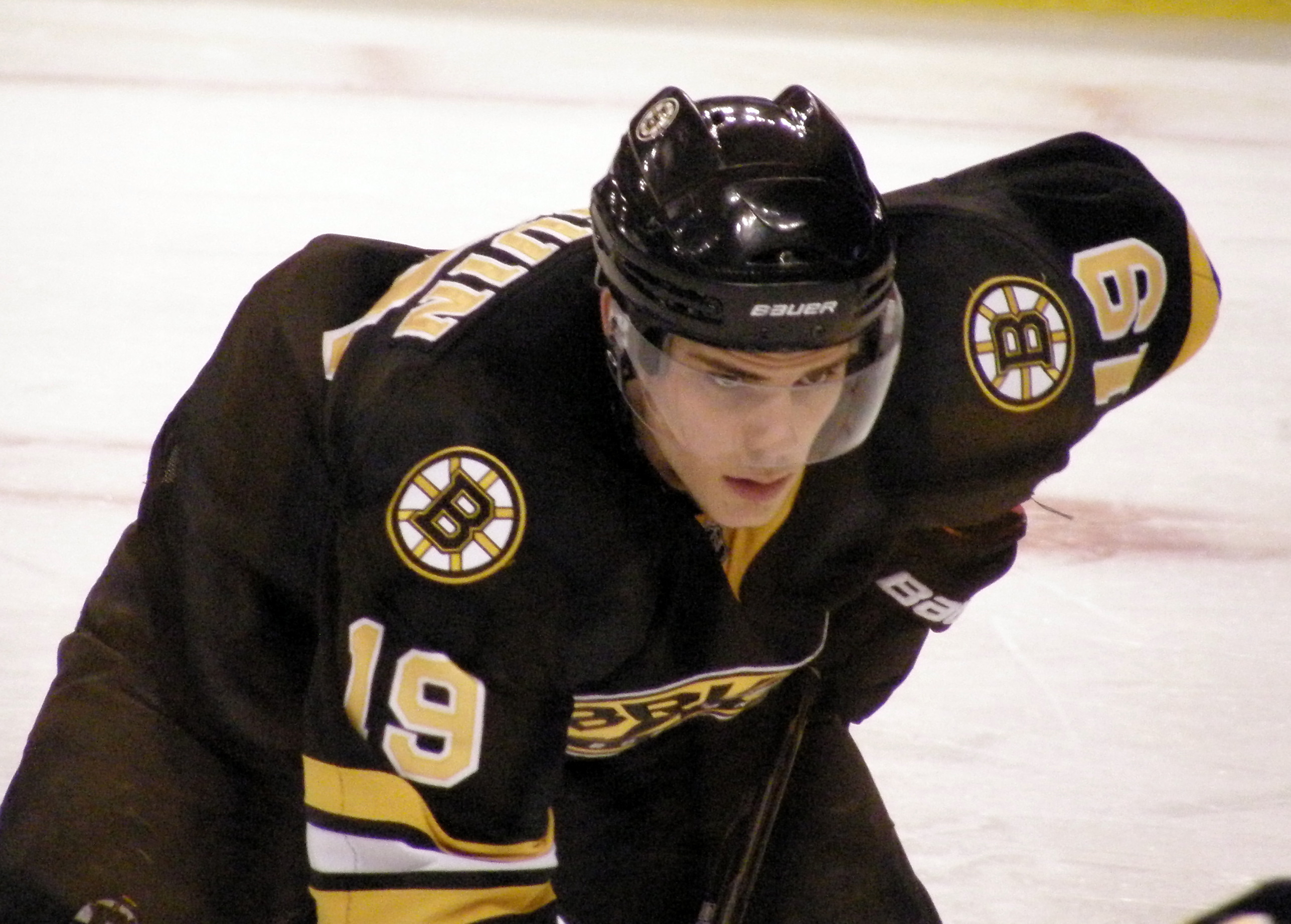
Тайлер в дебютном сезоне в НХЛ, выступая за «Бостон», стал обладателем Кубка Стэнли

3 августа 2010 года Сегин, поставив подпись под трёхлетним контрактом, стал игроком «Бостон Брюинз». Согласно финансовым условиям соглашения базовый оклад хоккеиста устанавливался в размере $ 900 тыс. в год. Тайлер также мог рассчитывать на получение различных бонусов, общая сумма которых в одном сезоне могла достигать $ 2,85 млн. Сезон 2010/11 «Брюинз» начинали в Европе двумя выставочными играми, где их соперником стала команда «Финикс Койотис». Дебют Сегина в составе «Бостона» состоялся 9 октября на «O2 Арене». 10 октября, в своём втором матче за «Бостон», нападающий, забросив шайбу в ворота Ильи Брызгалова, открыл счёт голам в НХЛ. В январе 2011 года Тайлер в качестве новичка получил приглашение на Матч всех звёзд НХЛ, где принимал участие только в конкурсе «Суперскиллз». Нападающий оказался в числе игроков «Сборной Стаала» и представлял свою команду в соревновании на самый сильный бросок. С результатом 170,39 км/ч соревнование в итоге выиграл Здено Хара, а Сегин сумел бросить одну из шайб со скоростью 156,23 км/ч.
«Брюинз» завершили сезон на 3-м месте в Восточной конференции, что позволило команде выйти в плей-офф Кубка Стэнли 2011. После окончания регулярного чемпионата нападающий потерял место в основном составе «Бостона». Главный тренер «Брюинз» Клод Жюльен считал, что у новичка недостаточно хорошо развиты оборонительные навыки, из-за чего Тайлер не попадал в заявку своей команды на игры четвертьфинала и полуфинала конференции. Первые матчи в плей-офф Сегин смог сыграть только после травмы Патриса Бержерона, и тренерский штаб команды принял решение заменить Патриса именно Тайлером. Дебют нападающего в плей-офф состоялся 14 мая в первой игре финала Восточной конференции, где соперником «Бостона» был клуб «Тампа-Бэй Лайтнинг». Встреча закончилась победой «Брюинз» со счётом 5:2, а Сегин в том матче набрал 2 очка, забросив шайбу и отдав голевую передачу. Следующая игра против «Лайтнинг» для Сегина оказалась ещё более результативной: нападающий сумел отличиться 2 голами и 2 голевыми передачами. Набрав в общей сложности 4 очка, Тайлер оказался единственным новичком в лиге за 22 года, сумевшим в одном матче в розыгрыше плей-офф записать на свой счёт 4 результативных балла. Последним подобного достижения до Сегина добивался лишь Тревор Линден в сезоне 1988/89. «Брюинз» выиграли серию у «Тампы-Бэй» и вышли в финал, где им предстояло играть с «Ванкувер Кэнакс». Финальная серия в итоге закончилась победой «Бостона» со счётом    4–3, позволив «Брюинз» впервые за 39 лет выиграть Кубок Стэнли.

### Лучший снайпер и лучший бомбардир сезона в «Брюинз»

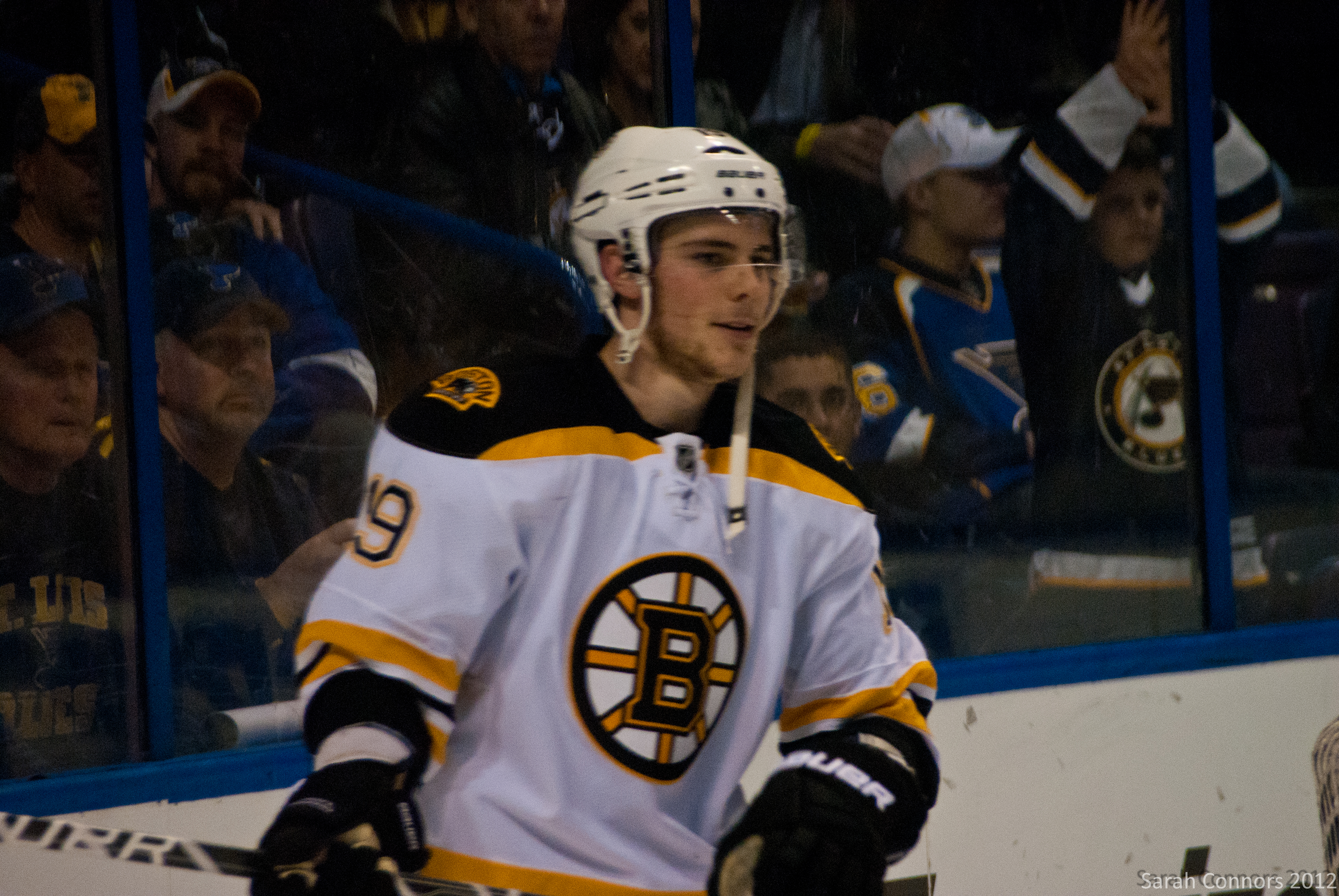
Сегин в сезоне 2011/12 стал самым молодым игроком в истории «Брюинз», сумевшим выиграть гонку бомбардиров

Сезон 2010/11 стал для Сегина первым в НХЛ, однако это не помешало молодому нападающему проявить себя в матчах за «Бостон». Тайлер сумел не только закрепиться в составе, но и полностью вписаться в игровую схему «Брюинз» и усилить атакующую линию своей команды. На старте нового регулярного чемпионата нападающий продемонстрировал высокую результативность — после 13 сыгранных матчей в активе хоккеиста было 15 набранных очков. 5 ноября 2011 года в матче против «Торонто Мейпл Лифс» Сегин оформил первый хет-трик в НХЛ. Регулярно отличаясь забитыми голами, Тайлер достаточно быстро сумел возглавить список снайперов своей команды. Вторая игровая неделя ноября для нападающего оказалась одной из самых успешных в сезоне (в 3 матчах Сегин набрал 6 очков), и по её итогам хоккеист был удостоен звания первой звезды лиги. Благодаря хорошей результативности Тайлера, «Бостон», неудачно начавший сезон, к середине ноября сумел в турнирной таблице вплотную приблизиться к зоне плей-офф.  Нападающего также отметил Клод Жюльен, который высказал мнение, что именно с помощью Тайлера команда смогла преодолеть кризис, наступившей в игре «Мишек» в начале чемпионата.
В январе 2012 года Сегин принимал участие в Матче всех звёзд, где по результатам драфта он оказался в числе игроков «Сборной Хары». Тайлер представлял свою команду в двух соревнованиях конкурса «Суперскиллз»: в бросках на точность и в соревновании буллитов на выбывание, — однако проявить себя в них нападающему не удалось. «Сборная Хары» выиграла Матч звёзд со счётом 12:9, а Тайлер в игре отметился одним результативным баллом, который заработал в третьем периоде за голевую передачу.
Во второй половине чемпионата нападающий сохранил звание лучшего снайпера «Брюинз». У Тайлера была возможность стать первым игроком «Бостона», сумевшим забросить 30 шайб в сезоне, однако этой отметки Сегину достигнуть не удалось. По итогам регулярного чемпионата 2011/12, имея в активе 29 голов и 67 результативных баллов, Тайлер стал лидером среди игроков «Брюинз» по количеству заброшенных шайб и набранных очков. Кроме того, Сегин оказался самым молодым хоккеистом в истории своей команды, сумевшим выиграть гонку бомбардиров. «Бостон» закончил регулярный сезон на 2 месте в Восточной конференции и смог попасть в число 16 команд, которые продолжили борьбу за Кубок Стэнли. Однако уже в первом раунде «Брюинз» проиграли серию «Вашингтон Кэпиталз» со счётом 3–4 и завершили выступление в плей-офф 2012.

### Локаут в НХЛ и финал Кубка Стэнли

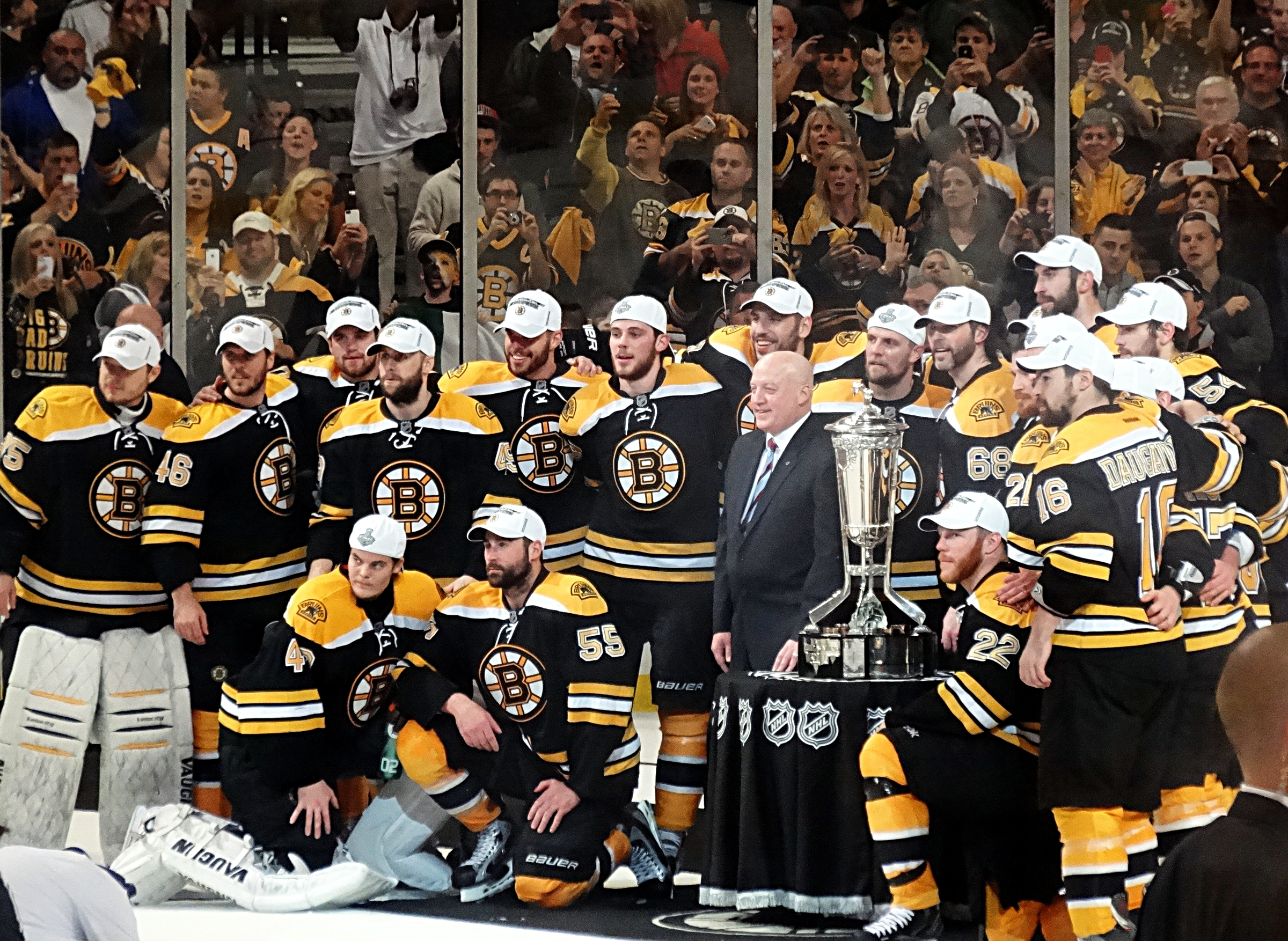
Тайлер (в верхнем ряду шестой слева) на церемонии награждения «Бостон Брюинз» Призом принца Уэльского — лучшей команды Восточной конференции сезона 2012/13

Концовку предыдущего сезона Сегин провёл, играя с травмированной рукой, которую он повредил по ходу чемпионата. Медицинское обследование диагностировало у нападающего повреждение сухожилий правой кисти. Тайлеру требовалась операция, однако, несмотря на проблемы со здоровьем, нападающий по согласованию с врачами всё же принял решение перенести сроки хирургического вмешательства на более поздние. В итоге, операция на травмированной руке была успешно проведена в межсезонье. Реабилитационный период занял достаточно короткий срок, и уже летом хоккеист сумел полностью восстановиться от последствий повреждения.
Срок действия трёхлетнего контракта с «Бостоном» у Сегина истекал только в 2013 году, однако руководство «Брюинз» намеревалось заключить с нападающим новое многолетнее соглашение, чтобы в перспективе сохранить Тайлера в числе игроков клуба. Генеральный менеджер команды Питер Кьярелли в конце июля заявил, что «Бостон» начал вести переговоры о продлении договоров с рядом игроков, среди которых оказался и Тайлер. Переговоры с нападающим продолжались более месяца и завершились 11 сентября, когда Сегин поставил подпись под новым соглашением. Общая сумма нового контракта составила 34,5 миллиона долларов, а сам договор был рассчитан сроком на 6 лет и вступал в силу, начиная с сезона 2013/14.
Старт чемпионата 2012/13 из-за начавшегося локаута был отложен на несколько месяцев. После объявления перерыва многие хоккеисты, играющие за клубы НХЛ, начали заключать контракты с командами из Европы. Тайлер не стал исключением, и на время перерыва он подписал соглашение с командой «Биль», выступающей в Швейцарской национальной лиге (NLA). Сегин как снайпер в первых играх за «Биль» продемонстрировал очень высокую результативность: сначала в матче против «Амбри-Пиотта», нападающий оформил хет-трик, а во встрече с «Женева-Серветт» он сделал покер. К  январю, когда в НХЛ закончился локаут, хоккеист сумел в 29 матчах за швейцарский клуб забросить в ворота соперников 25 шайб. Сегин завершил выступление за «Биль» в середине сезона 2012/13 в качестве лидера по забитым голам среди игроков NLA. Даже после возвращения в «Бостон» нападающий долгое время оставался лучшим снайпером в швейцарской лиге, и его результат смог превзойти только Джейсон Уильямс, который в 47 играх забросил 26 шайб. Тайлер же разделил второе место в списке снайперов NLA с двумя игроками: Дамьеном Бруннером и Райаном Гарднером.
Сегин в сезоне 2012/13, ставший для хоккеиста третьим в карьере, сумел достигнуть отметки в 100 набранных очков в рамках чемпионата НХЛ. Личный рекорд результативности нападающий установил 26 февраля 2013 года в матче против «Нью-Йорк Айлендерс», приняв участие в комбинации, которую точным броском по воротам Евгения Набокова завершил Адам Маккуэйд. По итогам регулярного сезона «Брюинз» смогли попасть в плей-офф Кубка Стэнли 2013, где дошли до финала. Однако повторить успех 2011 года, когда команда стала обладателем Кубка Стэнли, «Бостон» не сумел — финальную серию со счётом 4—2 выиграл «Чикаго Блэкхокс».

### Обмен в «Даллас Старз»

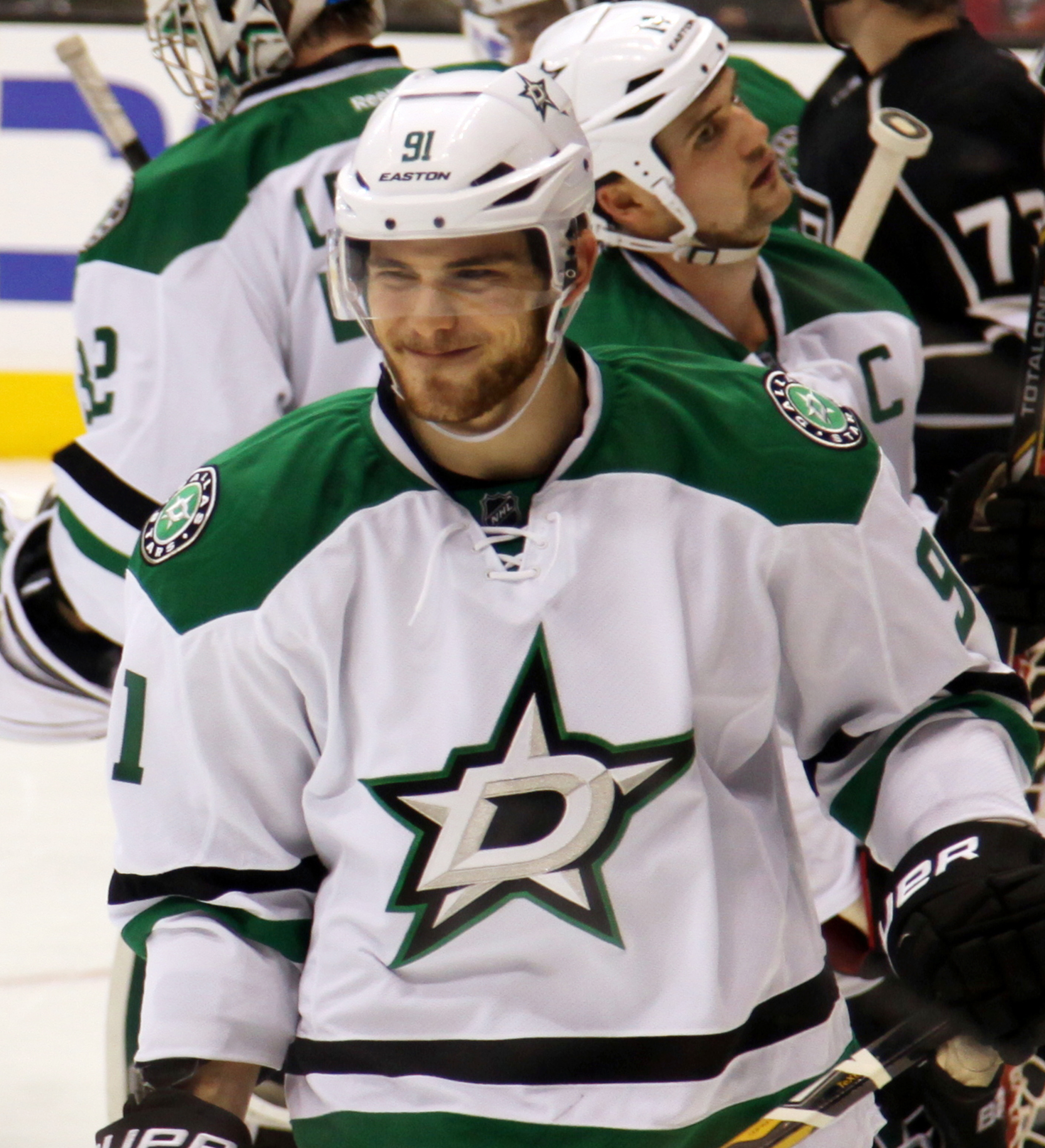
Сегин в игре за «Старз» в 2013 году

За день до открытия рынка свободных агентов между «Бостон Брюинз» и «Даллас Старз» произошёл обмен хоккеистами, ставший одним из самых громких в межсезонье. Сегин, считавшийся не только основным игроком «Брюинз», но ещё одним из самых перспективных молодых нападающих в лиге, стал частью большой сделки с участием нескольких хоккеистов, по итогам которой права на Тайлера получил «Даллас Старз». В конце июня в прессе появилась информация о том, что руководство «Бостона» приняло решение обменять Сегина в другую команду. Затем с критикой в адрес Тайлера выступил Питер Кьярелли, обвинивший хоккеиста в непрофессионализме и недисциплинированности из-за частых нарушений спортивного режима . Позднее Клод Жюльен в интервью журналистам рассказал, что никогда не имел проблем с Тайлером, однако по словам руководства клуба, именно легкомысленное отношение нападающего к дисциплине и стало главной причиной, по которой «Брюинз» решили расстаться с Сегином. После подтверждения информации о готовности «Бостона» обменять Тайлера, в борьбу за нападающего вступили несколько клубов НХЛ. Самое выгодное предложение сделал «Даллас», и 4 июля 2013 года между клубами состоялся обмен, в результате которого Сегин вместе с Ричем Певерли и Райаном Баттоном оказался в числе игроков «Звезд». Взамен «Бостон» получил четырёх хоккеистов: Луи Эрикссона, Рейли Смита, Мэтта Фрэйзера и Джо Морроу.
Одной из главных проблем «Далласа» считалось отсутствие необходимого количества игроков в центральной линии атаки. Руководство «Старз» именно с помощью Сегина и Певерли планировало решить проблему нехватки центральных нападающих. Тайлеру предстояло выполнять роль организатора атак в первом звене, где он, по расчётам тренерского штаба, должен был вместе с Джейми Бенном составить очень результативную связку нападающих. Первый покер в лиге Сегин сделал 14 ноября 2013 года, в матче против «Калгари Флэймз». В течение чемпионата 2013/14 нападающий также оформил два хет-трика: 7 декабря во встрече с «Филадельфией Флайерз» и 6 марта 2014 года в игре против «Ванкувер Кэнакс». Матчи против «Калгари» и «Ванкувера», в каждом из которых Тайлер заработал по 5 баллов, стали для хоккеиста самыми результативными по набранным очкам за все четыре сезона выступления в НХЛ. Ставка, сделанная руководством и тренерским штабом «Далласа» перед началом сезона на двух молодых хоккеистов, в результате полностью себя оправдала. Бенн и Сегин не только помогли «Старз» впервые с 2008 года выйти в плей-офф, но и по итогам чемпионата 2013/14 оказались одной из самых продуктивных пар нападающих в лиге. Тайлер завершил регулярный сезон, имея в активе 84 очка (37 голов и 47 передач). Среди игроков своей команды он стал лучшим снайпером, лучшим бомбардиром и лучшим ассистентом, а также установил личный рекорд по шайбам, очкам и передачам в одном сезоне. После окончания регулярного чемпионата Сегин был номинирован на «Кинг Клэнси Трофи» — приз, ежегодно вручаемый игроку, который является примером для партнёров на льду и вне его и принимает активное участие в общественной жизни. Однако по результатам решающего голосования награду получил другой хоккеист — Эндрю Ференс. «Даллас» впервые за 6 лет сумел попасть в число 16 команд, которые продолжили борьбу за Кубок Стэнли, но уже в первом раунде «Старз» проиграли серию «Анахайм Дакс» со счётом 2–4 и завершили выступление в плей-офф 2014.

### Борьба за «Морис Ришар Трофи» и «Арт Росс Трофи»

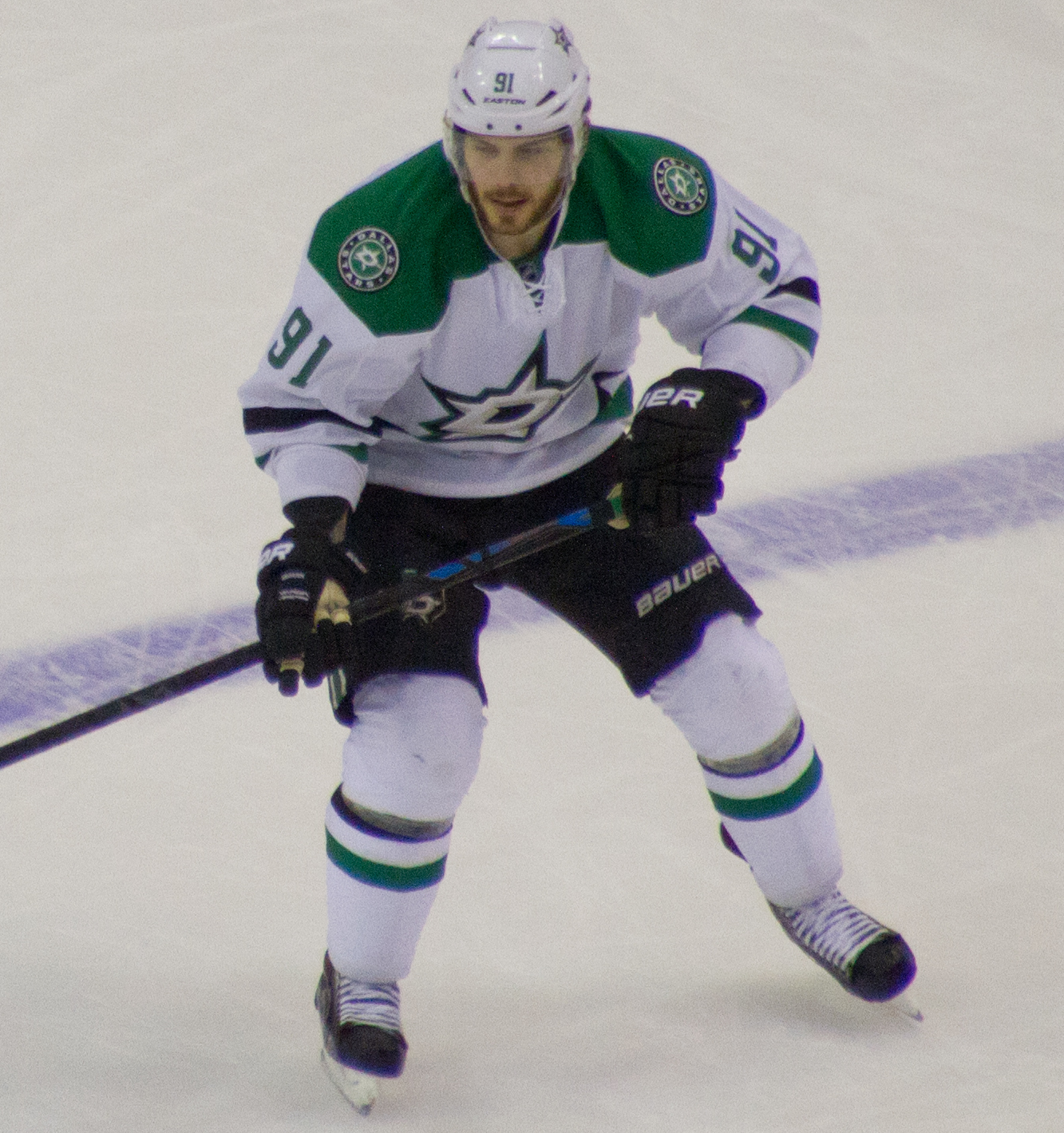
Сегин в игре за «Старз» в 2015 году

Уже на старте регулярного чемпионата 2014/15, в игре против «Коламбус Блю Джекетс», состоявшейся 14 октября, Сегин оформил хет-трик. Спустя три недели, 8 ноября, во встрече с «Сан-Хосе Шаркс» нападающий второй раз в сезоне за матч записал на свой счёт три забитых гола. Регулярно отличаясь заброшенными шайбами, нападающий к середине регулярного чемпионата сумел забить 28 голов, благодаря чему Сегин стал лидером среди снайперов в лиге и вместе с Риком Нэшем, Александром Овечкиным и Стивеном Стэмкосом был одним из главных претендентов на «Морис Ришар Трофи». К этому моменту в активе Тайлера также было 52 набранных очка, которые позволили ему оказаться в числе лучших бомбардиров сезона и бороться за «Арт Росс Трофи».
В январе 2015 года нападающий второй раз в карьере принимал участие в Матче всех звёзд НХЛ, где по результатам драфта он оказался в числе игроков «Сборной Тэйвза». Тайлер представлял свою команду в трёх конкурсах «Суперскиллз»: забегах на скорость, эстафете мастерства и в конкурсе буллитов (проявиться себя Сегину удалось только в последнем). «Сборная Тэйвза» одержала победу в Матче звёзд со счётом 17:12, а Сегин в игре отметился четырьмя набранными очками (два гола и две результативные передачи).
13 февраля, во встрече с «Флоридой», защитник «Пантерз» Дмитрий Куликов, проведя силовой приём не по правилам, травмировал Сегину правый коленный сустав. Впоследствии, Дисциплинарный комитет НХЛ дисквалифицировал Куликова на четыре игры, а Тайлер из-за повреждения был вынужден пропустить 10 матчей. Восстановительный период занял три недели. Только 3 марта тренерский штаб «Старз» включил Тайлера в заявку на встречу против «Тампы-Бэй Лайтнинг». Из-за тяжёлой травмы нападающий не смог на равных продолжить борьбу за «Морис Ришар Трофи» и «Арт Росс Трофи» с другими претендентами. Обладателями наград в итоге стали Александр Овечкин и Джейми Бенн соответственно, причём получить звание лучшего бомбардира сезона в НХЛ, имея в активе 87 очков, капитану «Далласа» удалось во многом благодаря игре в одном звене с Сегином. Сам Тайлер набрал в общей сложности 77 баллов, а связка нападающих Сегин-Бенн оказалось в числе 10 самых результативных в лиге по набранным очкам, однако это не помогло «Старз» попасть в плей-офф 2015. Из своих 77 очков, Тайлер 37 заработал за заброшенные шайбы, позволившие ему во второй раз стать лучшим снайпером в команде.
В сезоне 2015/16 набрал 72 очка, но при этом в концовке регулярного чемпионата порезал ахиллово сухожилие, из-за чего вынужден был пропустить последние матчи в сезоне и почти все игры в плей-офф, сыграв лишь в одной встрече — втором матче серии первого раунда против «Миннесоты». Также из-за восстановления был вынужден пропустить Кубок мира, проходивший в сентябре 2016 года.
В следующем сезоне Сегин впервые провел все 82 встречи и с 72 очками стал лучшим бомбардиром команды, а с 26 голами разделил первое место в списке снайперов с Бенном. При этом «Даллас» не смог попасть в плей-офф.
Перед сезоном 2017/18 команду пополнил российский нападающий Александр Радулов, который был поставлен в звено к Сегину и Бенну. По ходу регулярного чемпионата звено показывало высокую результативность, набрав в сумме 229 очков. Сам Тайлер Сегин провёл все 82 матча, в которых набрал 78 очков и стал лучшим снайпером команды, впервые в карьере забросив 40 шайб. 24 ноября 2017 года во встрече с «Калгари» сделал очередной в карьере хет-трик. 28 января принял участие в своём 5-м матче всех звёзд. Несмотря на личные успехи, выступление «Старз» в сезоне оказалось неудачным. Команда вновь не пробилась в плей-офф. По окончании сезона главный тренер клуба Кен Хичкок покинул свой пост, объявив о завершении тренерской деятельности.

## Международная карьера
Первым официальным международным соревнованием для Тайлера стал чемпионат мира 2015 года. Тренерский штаб сборной Канады на первенство планеты сумел собрать один из самых сильных составов за несколько предшествующих лет, причём в заявку канадцев попали ещё двое партнёров Сегина по «Далласу»: Джейсон Спецца и Коди Икин. На протяжении всего турнира Тайлер регулярно отличался заброшенными шайбами, что в конечном итоге позволило ему оказаться лучшим снайпером чемпионата. Канадская сборная на мировом первенстве сумела выйти в финал, где с крупным счётом 6:1 одержала победу над сборной России и выиграла золотые награды турнира.

## Стиль игры
Тайлер — игрок, умеющий на льду взаимодействовать с партнёрами, способный не только эффективно организовывать, но и продуктивно завершать атаки своей команды. Сегин обладает видением хоккейной площадки, которое даёт ему возможность в нужный момент выводить одноклубников на ударные позиции, что делает хоккеиста очень хорошим ассистентом для партнёров по команде. Благодаря большому наступательному потенциалу, Тайлер может обеспечить высокую результативность как себе, так и своему звену в целом. На льду Сегин выделяется ловкостью, хорошим катанием, уверенным контролем шайбы и высокой скоростью, позволяющие нападающему легко обыгрывать один в один защитников противника. В «Бостоне» Тайлер выступал на несвойственной ему позиции правого крайнего нападающего. После перехода в «Даллас» занял в звене более привычное для себя место в центре атаки, где он демонстрирует более эффективную игру, чем на фланге. Сегин обладает достаточно неплохими физическими данными, однако они в полной мере не могут обеспечить ему преимущество в борьбе с габаритными защитниками соперника. Хоккеисту необходимо за счёт прироста мышечной массы увеличить свой вес, чтобы улучшить навыки силовой игры. Ещё одна слабая сторона нападающего — это проблемы с дисциплиной, из-за чего Тайлер уже неоднократно подвергался критике и обвинялся в отсутствии профессионализма.

## Вне льда
Отец Тайлера, Пол, родом из небольшого города Станстед, который расположен на юге провинции Квебек. Во время учёбы в Вермонтском университете, в период с 1984 по 1988 год, он выступал на позиции защитника за студенческую хоккейную команду «Катамаунтс». Последний сезон в составе «Катамаунтс» провёл в качестве капитана команды и играл вместе с будущим левым крайним «Легиона Смерти» Джоном Леклером. Пол занимается бизнесом — в Брамптоне ему принадлежит финансовая компания под названием CardCana Corporation. Мать Тайлера, Джеки, на протяжении нескольких лет играла в хоккей на позиции центрального нападающего за команду «Брамптон Кэнадеттс» из Женской хоккейной ассоциации. У Тайлера есть две сестры: Кэндис и Кэссиди — обе младше хоккеиста на 3 и 6 лет, соответственно. Кэндис — студентка одного из колледжей штата Вермонт, а Кэссиди учится в средней школе. Хоккеист является владельцем двух собак: лабрадоров по кличке Маршалл и Кэш.
Вне льда Сегин активно занимается общественной деятельностью. После выигрыша Кубка Стэнли нападающий привёз его в родной Брамптон. Первыми кто сумел увидеть и прикоснуться к трофею стали дети из числа пациентов одной из городских больницы, куда Тайлер отправился сразу по прибытии из Бостона. Один из близких друзей хоккеиста в декабре 2012 года получил тяжёлое повреждение спинного мозга. В течение сезона 2013/14 в каждом домашнем матче «Далласа», Тайлер выкупал для людей с аналогичными травмами определённое количество мест в VIP-ложах «Американ Эйрлайнс-центр», а также во время игр полностью оплачивал им еду и напитки. Благодаря усилиям Сегина более 500 человек с ограниченными возможностями смогли в живую увидеть хоккей, причём многие из них впервые. Хоккеист был партнёром Southwest Wheelchair Athletic Association и помогал этой некоммерческой организации координировать распространение билетов на спортивные мероприятия, проводимые под её эгидой, среди инвалидов-спинальников. Нападающий принял участие в благотворительном матче, проведённом в память о Трэвисе Страйкере — хоккеисте, который вместе со своими родителями трагически погиб в автомобильной аварии. Благодаря Тайлеру сборы от проведения игры составили порядка 20 тысяч долларов. Часть денежных средств была направлена в помощь семье Трэвиса, а часть пошла на развитие хоккея в Техасе. Сегин вместе с другими хоккеистами клубов НХЛ также принимал участие в благотворительном турнире по настольному теннису, организованном Ассоциацией игроков. Все средства, полученные от проведения мероприятия (около 140 тысяч долларов), были направлены на исследования редких видов рака.
Тайлер является официальным лицом компании BioSteel Sports Supplements Inc. — производителем и дистрибьютором различных пищевых добавок. Хоккеист также имеет действующий рекламный контракт с производителем брендовой спортивной одежды и аксессуаров — компанией Under Armour. Во время выступления в составе «Бостона» Сегин рекламировал услуги сети кофеин Dunkin’ Donuts — одного из спонсоров «Брюинз». Нападающий в 2014 году стал владельцем дома, который раньше принадлежал легенде «Старз» Майку Модано. Свой новый дом общей площадью в 7250 квадратных метров, с четырьмя спальнями и шестью ванными комнатами Сегин приобрёл за 1,9 миллиона долларов.
На теле Тайлера есть много татуировок, большинство из которых посвящены победе в Кубке Стэнли и близким членам семьи нападающего — родителям и сёстрам. Самую первую из своих татуировок Сегин сделал в возрасте 17 лет.

## Статистика
| Легенда | Легенда                    | Легенда | Легенда                   | Легенда | Легенда    |
| ------- | -------------------------- | ------- | ------------------------- | ------- | ---------- |
| И       | Количество проведённых игр | Штр     | Штрафное время            | +/−     | Плюс-минус |
| Г       | Голы                       | П       | Голевые передачи          | О       | Очки       |
| -       | Статистика неизвестна      | —       | Статистика не учитывалась |         |            |

### Матчи всех звёзд НХЛ
- Статистика приведена по данным сайтов NHL.com и Eliteprospects.com.

## Достижения

### Командные
НХЛ
| Год        | Команда       | Достижение                |
| ---------- | ------------- | ------------------------- |
| 2011, 2013 | Бостон Брюинз | Приз принца Уэльского (2) |
| 2011       | Бостон Брюинз | Обладатель Кубка Стэнли   |
| 2020       | Даллас Старз  | Приз Кларенса Кэмпбелла   |

Международные
| Год  | Команда | Достижение   |
| ---- | ------- | ------------ |
| 2015 | Канада  | Чемпион мира |

### Личные
Юниорская карьера
| Год  | Команда        | Достижение                                   |
| ---- | -------------- | -------------------------------------------- |
| 2009 | Плимут Уэйлерз | Попадание в первую Сборную молодых звёзд OHL |
| 2010 | Плимут Уэйлерз | Участник Матча всех звёзд CHL                |
| 2010 | Плимут Уэйлерз | Участник Матча всех звёзд OHL                |
| 2010 | Плимут Уэйлерз | Обладатель «Ред Тилсон Трофи»                |
| 2010 | Плимут Уэйлерз | Обладатель «Эдди Пауэрс Мемориал Трофи»      |
| 2010 | Плимут Уэйлерз | Самый перспективный игрок CHL                |
| 2010 | Плимут Уэйлерз | Попадание в первую Сборную всех звёзд OHL    |
| 2010 | Плимут Уэйлерз | Попадание в первую Сборную всех звёзд CHL    |

НХЛ
| Год                          | Команда       | Достижение                    |
| ---------------------------- | ------------- | ----------------------------- |
| 2012                         | Бостон Брюинз | Участник Матча всех звёзд (6) |
| 2015, 2016, 2017, 2018, 2020 | Даллас Старз  | Участник Матча всех звёзд (6) |

Международные
| Год  | Команда | Достижение                     |
| ---- | ------- | ------------------------------ |
| 2015 | Канада  | Лучший снайпер чемпионата мира |

- Список достижений приведён по данным сайта Eliteprospects.com и издания 2014–15 OHL Media Information Guide[118].

## Комментарии
1. ↑  Согласно французской транскрипции, также встречается вариант Сеген
2. ↑  «Право выбора на драфте» также обозначается термином «Драфтпик»
3. ↑  Покером в хоккее называется четыре забитых гола одним игроком в одном матче